# Elvir Maloku
Elvir Maloku (nascut a Rijeka, Croàcia el 14 de maig del 1996) és un futbolista amb doble nacionalitat, croata i albanesa, que juga com a extrem. Va jugar al Club Gimnàstic de Tarragona.